# أسلوب التحذير والإغراء
 أسلوب التحذير والإغراء الإغراء هو حث المخاطب على فعل محمود للالتزام به، أما التحذير فهو تنبيه إلى أمر  مكروه لاجتنابه.                    

## محتوياته

### أمثلة
- الإغراء:

1. الحياءَ الحياءَ.
2. الصِّدْقُ والإيجازَ.
3. الصَّمْتُ في المجالس.

- التحذير:

1. إياكَ وٱصراح الإٍخوان.
2. النَّميمَة والغيبة.
3. الكذب.

### أسماءه
1. الاسم الإول: المغرى به
2. الاسم الثاني: المحذر منه

### حالاته
- يأتي المغرى به والمحذر منه إما مفرداً أو معطوفاً أو مكرراً، وقد يرتبط المحذر من بلفظ إياك.

#### النصب
- ينصب المغرى به والمحذر منه مفعولاً به لفعلً محذوف تقديره الزم في الإغراء، واحذر في التحذير.

#### الحذف
- يحذف الفعل جوازاً إذا كان المغرى به أو المحذر منه مفرداً، ويحذف وجوباً في الحالات الأخرى.

## الملخص
- التحذيرُ هو تنبيهُ المخاطَبِ إلى أمرٍ مذمومٍ ليجتنبه.
- الإغراءُ هو حثُّ المخاطَبِ على أمر محمودٍ ليفعلَه.
- للتحذير والإغراء ثلاث صيغ:
  - استخدام (إيَّا) مع ضمير، مثل (إيَّاك والكذب)، وهذا الأسلوب للتحذير فقط دونما الإغراء.
  - التكرار، مثل (الحريقَ الحريقَ)، و(النجدةَ النجدةَ)؛ فالأول تحذير والثاني إغراء.
  - العطف، مثل (رأسكَ والسيفَ)، و(المعونةَ والمساعدةَ)؛ فالأول تحذير والثاني إغراء.
- للتحذير والإغراء نفس الصيغ، عدا عن (إيَّا) والتي تُستخدَم فقط للتحذير.
- يكون الاسمُ المحذَّر منه والمغرَى به منصوبًا على التحذيرِ أو الإغراءِ بفعلٍ محذوف.
- يُحذَفُ الفعلُ وجوبًا في التحذير والإغراء فيما يلي:
  - إذا كان التحذيرُ بكلمة (إيَّا).
  - إذا كان التحذيرُ أو الإغراءُ بتكرار الكلمة.
  - إذا كان التحذيرُ أو الإغراءُ بالعطف على الكلمة.
- يجوزُ حذفُ الفعلِ وإثباتهُ فيما عدا هذه المواضع؛ مثل (الصدقَ يا رجالُ . أو الزموا الصدقَ يا رجالُ)، و(الخيانةَ يا قومُ . أو احذروا الخيانةَ يا قومُ).[1]